# Luni

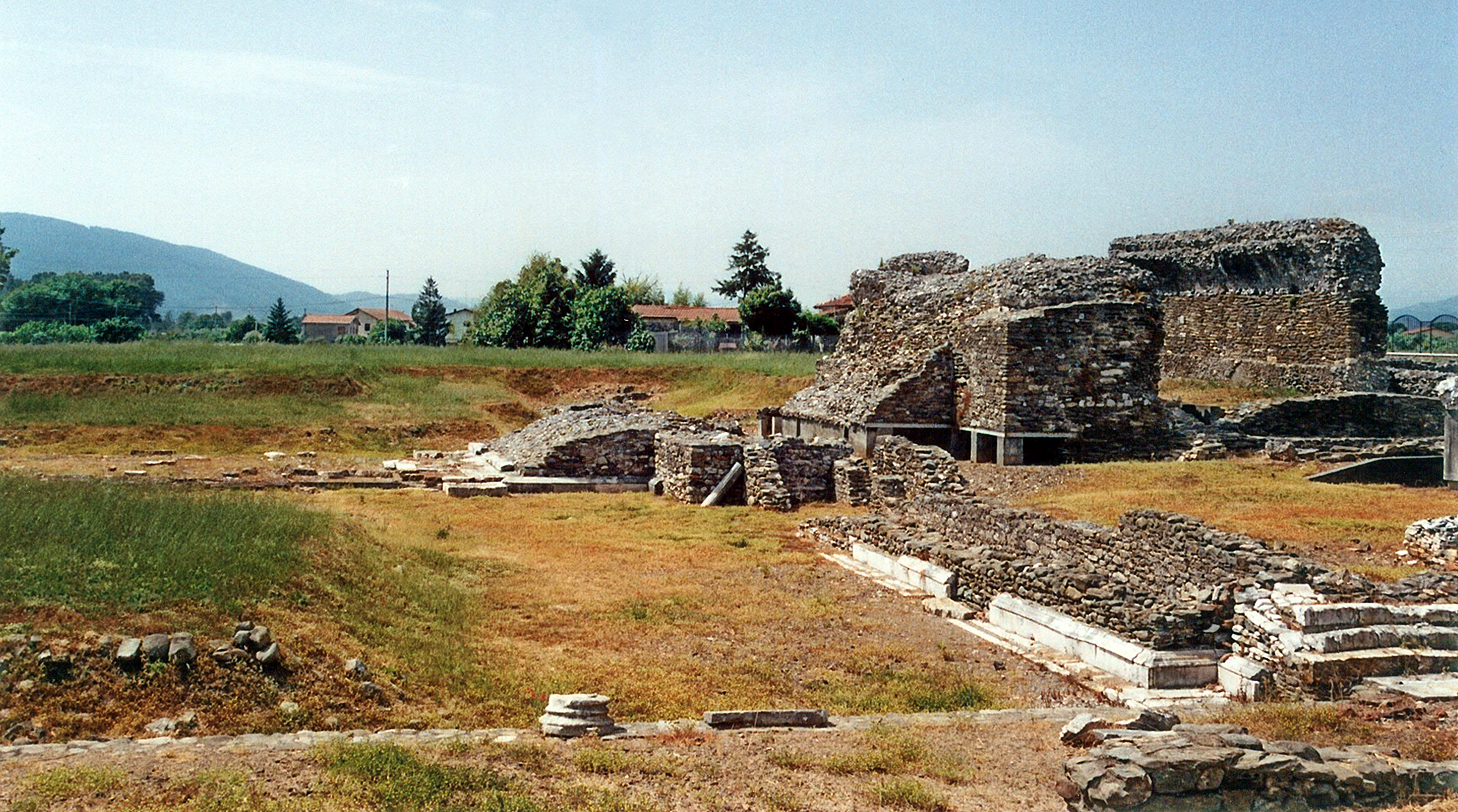
Ruiny starożytnego miasta Luni

Luni (łac. Lunensis, wł. Luna) – stolica historycznej diecezji w Italii erygowanej w roku 465, a ostatecznie po wielu przekształceniach w 1975 włączonej w skład diecezji La Spezii-Sarzany-Brugnato.

## Informacje o Luni
Luni zostało założone przez Rzymian w 177 roku przed Chrystusem pod nazwą Luna, w ujściu rzeki Magra, jako twierdza wojskowa dla prowadzenia kampanii przeciwko Ligurom. Świetność miasta datuje się od I wieku przed Chrystusem, kiedy ze stoków pobliskich Alp Apuańskich zaczęto wydobywać biały marmur. Zdobyte w V wieku przez Gotów, zostało w 552 roku odzyskane przez wojska cesarskie, by ostatecznie w 642 roku znaleźć się na kilka stuleci w granicach królestwa Longobardów. Zmiana tras handlowych i wzrost znaczenia pobliskiej Lukki, spowodował powolny upadek Luni. W IX wieku było kilkakrotnie złupione przez piratów. W połowie X wieku Luni przeżyło ostatni okres świetności pod rządami hrabiego Oberta, władcy Marchii Wschodniej. 
Od końca X wieku rozpoczął się stopniowy upadek Luni. W 990 roku stolicę biskupstwa przeniesiono z Luni do Carrary. W 1015 roku miasto zostało zdobyte i złupione przez andaluzyjskiego emira Denii. Zamulenie portu i epidemia malarii doprowadziły w połowie XI wieku do przeniesienia się części mieszkańców do Sarzany oraz do założenia przez pozostałych miejscowości Ortonovo i Nicola.
Współczesne Luni to wioska (frazione) w gminie Ortonovo, w Prowincji La Spezia we Włoszech. Obecne katolickie biskupstwo tytularne zostało ustanowione w 1975 przez papieża Pawła VI.

## Biskupi tytularni
| Lp. | Biskup         | Funkcja                                     | Od             | Do              |
| --- | -------------- | ------------------------------------------- | -------------- | --------------- |
| 1   | Vincenzo Zarri | biskup pomocniczy Bolonii (Włochy)          | 24 maja 1976   | 9 kwietnia 1988 |
| 2   | Ján Sokol      | biskup pomocniczy Trnawy (Słowacja)         | 19 maja 1988   | 26 lipca 1989   |
| 3   | Edward Nowak   | sekretarz Kongregacji Spraw Kanonizacyjnych | 24 lutego 1990 |                 |